# 三十志士

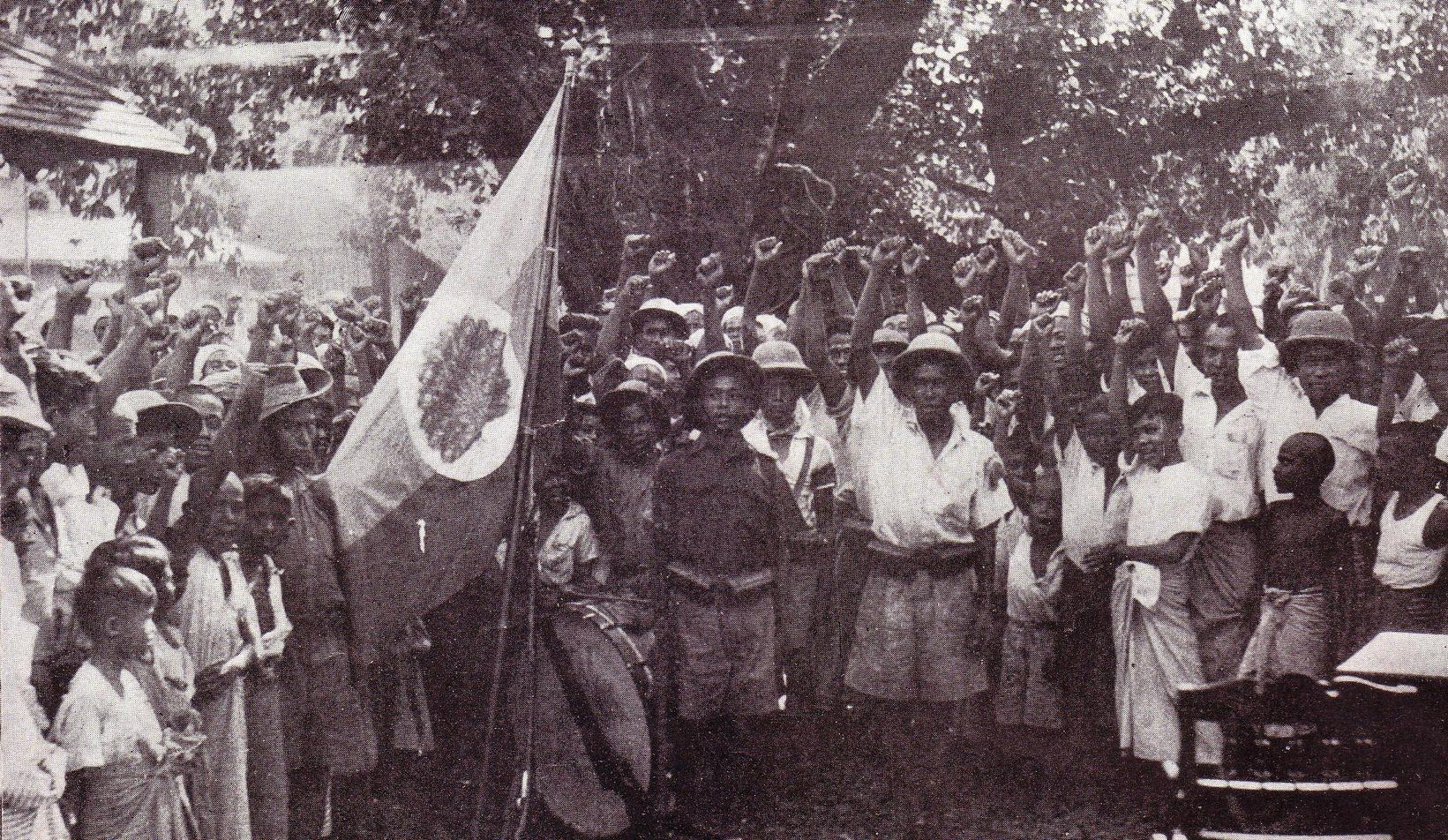
缅甸独立军成员举拳合影，1942年

三十志士，是对一群缅甸独立活动家的称呼，该群体是缅甸现代军队“缅甸独立军”的雏形。

## 歷史
1940年8月8日，缅甸独立运动领袖昂山（化名Tan Lwan Chaung）与德钦拉棉（化名Tan Hsu Taung）乔装中国水手，搭乘挪威货轮M/S Hai Lee前往中国厦门，意图联络中国共产党谋求独立支持。与此同时，缅甸本土以吴耶、登茂博士为核心的“仕绅运动”集团和正与日本方面秘密拟定《缅甸独立计划》，计划输送30名缅甸青年赴日本、台湾或海南岛接受军事训练，成为独立运动的骨干。昂山一行因未能在厦门接触中共组织、身患痢疾且耗尽旅费而陷入困境，转而寻求日本方面的帮助。11月12日，由铃木敬司（“南机关”特别情报部队的负责人，缅语化名“波莫焦”（意为“霹雳”同志），后成为“三十志士”的导师和主要培训师）将二人秘密转移。这次意外转折使支持缅甸独立运动的外国援助力量逐渐转向日本。
1941年2月15日，昂山在日本协助下重返缅甸，3月3日与吴耶在仰光会晤，确认日本将提供军事支持。3月10日，昂山率首批5名青年（拉佩、艾貌、巴姜、哥盛）赴日，最终形成30人规模的“三十志士”。
1941年9月，三十志士在海南三亚的“三亚农业训练所”（由“南机关”建立的军事训练营）展开分级特训：
- 第一组（昂山、昂丹、吞奥、拉佩）接受军政指挥训练；
- 第二组（奈温、吞盛、拉貌、瑞）专攻游击战术；
- 第三组（其余人员）侧重常规作战。

1941年10月5日集训结束后，全体陆续转移至台湾，在台期间丹丁因病亡故，实际形成29人核心力量。他们的平均年龄只有24岁。
随着太平洋战争爆发，南机关于1941年12月11日迁至曼谷。1941年12月26日，在曼谷一所屋主为缅甸医生的房屋内，约25名“三十志士”成员用注射器从手臂抽血，然后倒入一个银碗中，每人饮下，以此传统的“饮血”仪式宣誓彼此“永远忠诚”，效忠缅甸独立事业。随后，受训志士与泰国招募的200名缅甸侨民整合，正式组建缅甸独立军（BIA）。这支武装力量成为后来缅甸国防军的前身，其双面性质（既依赖日军支持又保持民族独立诉求）深刻影响了缅甸独立进程。
据战前在仰光大学任教的缅甸历史学家戈登·H·卢斯教授称，昂山将军领导的“三十志士”帮助建立了缅甸历史上的第四个国家（第一至第三个国家分别由阿奴律陀（1044—1078年）、德彬瑞梯（1530—1550年）、雍笈牙（1752—1760年）建立）。
在日据时期，巴莫博士曾于1943年8月至1945年3月左右担任缅甸国家元首和“最高领袖”（အဓိပတိကြီး）。他对“三十志士”的作用持有不同看法。
三十志士中的最后一位领导人波耶图于2013年11月28日逝世，享年92岁。此前，波觉梭于2012年10月10日在昆明市去世。过去十年中，三十志士中相继去世的领导人包括波奈温（第6号），他于2002年12月5日去世，还有波木昂（第9号），于2004年去世。

## 人员名单
三十志士分别取有战时化名，分别为：
| 编号 | 战时化名（将校名）      | 本名                            | 日本名 | 備註 |
| ---- | ----------------------- | ------------------------------- | ------ | --- |
| 1.   | Bo Teza 波代扎          | Thakin Aung San 德钦昂山        |        | 高级领导人，缅甸共产党的创始成员，也是德钦哥都迈派出的代表团的领导人，被尊称为昂山将军。1944年，他成为战时部长，之后领导缅甸国民军抵抗日本侵略，共同创立了反法西斯人民自由同盟。1947年7月19日，在缅甸于1948年1月4日获得独立之前，他与大多数内阁成员一起被暗杀，时年32岁。 |
| 2.   | Thakin Tun Oke 德钦吞奥 | Thakin Tun Oke 德钦吞奥         |        | 高级领导人，我缅人协会“巴盛—吞奥派”（社会主义者）的领导人，留在日本，从未在海南接受过军事训练。 |
| 3.   | Bo Let Ya 波雷雅        | Thakin Hla Pe 德钦拉佩          |        | 高级领导人，缅甸共产党的创始成员，1944年日本占领期间，在昂山将军领导下担任缅甸国防军总司令，担任战争部长，1947年签署了《莱亚—弗里曼防御协议》，作为《努—艾德礼条约》主要附件，在吴努的反法西斯人民自由同盟政府中担任副总理直至1952年，在1963年和平谈判破裂后被捕，1969年重新加入吴努及其叛乱的议会民主党，1978年11月29日被克伦民族联盟杀害。                                 |
| 4.   | Bo Setkya 波塞贾        | Thakin Aung Than 德钦昂丹       |        | 高级领导人，“巴盛—吞奥派”，缅甸社会主义党党员，并在反法西斯人民自由同盟政府任职，在 1962年奈温政变后转入地下，在吴努抵达泰国组建议会民主党之前去世。 |
| 5.   | Bo Zeya 波泽亚          | Thakin Hla Maung 德钦拉貌       |        | 高级领导人，1948年成为缅甸军队叛乱的社会主义领导人。1963年，他作为缅甸共产党代表团团长从中国返回，参加了奈温革命委员会政府与各叛乱组织之间的和平谈判。1968年4月16日阵亡。 |
| 6.   | Bo Ne Win 波奈温        | Thakin Shu Maung 德钦秀貌       |        | 高级领导人，“巴盛—吞奥派”，在1949年克伦族叛乱和史密斯·敦将军被罢免后成为缅甸军方总司令，在1958年反法西斯人民自由同盟分裂、叛乱问题不断升级后，于1962年发动政变，接替吴努看守政府，成为缅甸军事独裁者。 |
| 7.   | Bo Yan Naing 波仰乃     | Thakin Tun Shein 德钦吞盛       |        | 领导人，于1938年组织了“钢军”（သံမဏိတပ်），领导了缅甸独立军第三入侵纵队，是1942年瑞当战役的英雄，曾任仰光卫戍部队司令，1942年起任国家元首军事秘书，1943年至1944年任作战部长，1944年起担任大缅甸党（မဟာဗမာ ပါတီ）领导人。1946年被吴努政府逮捕。1960年成立民族解放委员会，1965年成立缅甸民族解放军，之后组织武装反抗奈温军事政权。1969年，他加入了吴努领导的议会民主党，并在1980年大赦后回到仰光。 |
| 8.   | Bo La Yaung 波拉杨      | Thakin Ba Gyan 德钦巴姜         |        | 领导人，1948年领导地下的人民志愿组织（昂山解散缅甸国民军后组建的民兵组织）“耶波漂”（ရဲဘော်ဖြူ，意为“白色同志”）队，1958年投降，被奈温的缅甸社会主义纲领党政府任命为贸易部官员。 |
| 9.   | 波木昂                  | Thakin San Hlaing 德钦山莱      |        | 领导人，领导人民志愿组织“耶波瓦”（ရဲဘော်ဝါ，意为“黄色同志”）队，曾担任吴努的反法西斯人民自由同盟政府的国防部长，与波敏冈一起企图发动先发制人的政变，并在1962年政变后被捕，1967年获释，加入吴努在泰国的叛乱组织议会民主党，1980年大赦后返回仰光，在8888民主運動期间与吴努一起组建了民主和平同盟。                                                                                     |
| 10.  | Bo Yan Aung 波仰昂      | Thakin Hla Myaing 德钦拉棉      |        | 领导人，昂山的好友，1940年随昂山离开印度前往中国。他和昂山是第一批接受大日本帝国军事和政治训练以及支持缅甸独立的成员。他是“三十志士”中的第三位共产党员，也是1948年缅甸军队起义的领导人。他参加了1963年的和平谈判，但后来在1967年12月26日缅共清洗中被杀害。 |
| 11.  | Bo Moe 波莫             | Thakin Aye Maung 德钦埃貌       |        | 领导人，1941年3月8日在普基与英军发生冲突，在前线发号施令时被敌军子弹击中身亡。 |
| 12.  | Bo Min Gaung 波敏冈     | Thakin Saw Lwin 德钦绍伦        |        | 缅甸社会党党员，在吴努的反法西斯人民自由同盟政府任职，于1963年和平谈判失败后被捕。 |
| 13.  | Bo Mya Din 波妙丁       | Thakin Than Tin 德钦丹丁        |        | 1942年1月，他在缅甸独立军服役期间因疟疾去世。 |
| 14.  | Bo Kyaw Zaw 波觉梭      | Thakin Shwe 德钦瑞              |        | 1948年成为缅共领导人，但决定不加入缅甸军队叛乱；1949年击败克伦民族保卫组织（KNDO），并于1955年将中國國民黨赶出缅甸；1957年被迫退出缅甸军方；1960年竞选议会议员失败；1963年和平谈判期间与德钦哥都迈一起参与和平活动；1976年转入地下重新加入缅共；1988年流亡至中国云南省。 |
| 15.  | Bo Ye Htut 波耶图       | Thakin Aung Thein 德钦昂登      |        | 我缅人协会学生成员，后来成为1948年军队叛乱的共产党领导人，于1963年投降，被任命为缅甸社会主义纲领党培训学校的教员，于1988年政变后被捕。 |
| 16.  | Bo Lin Yone 波林永      | Thakin Tun Shwe 德钦吞瑞        |        | |
| 17.  | Bo Hpone Myint 波蓬敏   | Thakin Tin Aye 德钦丁埃         |        | |
| 18.  | Bo Myint Aung 波敏昂    | Thakin Soe 德钦索               |        | 酗酒成性，于1945年开枪自杀。 |
| 19.  | Bo Tauk Htain 波杜滕    | Thakin San Mya 德钦山妙         |        | 1963年和平谈判失败后被捕。 |
| 20.  | Bo Taya 波达亚          | Thakin Khin Maung Oo 德钦钦貌乌 |        | 成为一名大型猎物猎手。 |
| 21.  | Bo Zinyaw 波津尧        | Thakin Than Nyunt 德钦丹纽      |        | 我缅人协会学生成员。 |
| 22.  | Bo Nyana 波尼亚纳       | Thakin Maung Maung 德钦貌貌     |        | 我缅人协会学生成员。 |
| 23.  | Bo Bala 波巴拉          | Thakin Tun Lwin 德钦吞伦        |        | 1963年和平谈判失败后被捕。 |
| 24.  | Bo Min Yaung 波敏扬     | Ko Hla 哥拉                     |        | 我缅人协会学生成员。 |
| 25.  | Bo Myint Swe 波敏穗     | Thakin Tun Khin 德钦吞钦        |        | “巴盛—吞奥派”成员。 |
| 26.  | Bo Saw Aung 波绍昂      | Thakin Ngwe 德钦威              |        | “巴盛—吞奥派”成员，1942年在缅甸东部战役中阵亡。 |
| 27.  | Bo Saw Naung 波梭南     | Thakin Thit 德钦迪              |        | “巴盛—吞奥派”成员。 |
| 28.  | Bo Moe Nyo 波莫尼奥     | Thakin Kyaw Sein 德钦觉森       |        | “巴盛—吞奥派”成员。 |
| 29.  | Bo Than Tin 波丹丁      | Thakin Than Tin 德钦丹丁        |        | “巴盛—吞奥派”成员，未参与在海南的军事训练，病死于台北。 |
| 30.  | Bo Htein Win 波腾温     | Ko Saung 哥桑                   |        | 当时在日本学习织布的一名学生，没有在海南接受培训，在泰国死于疟疾。 |